# Ke (kana)
A hiragana け, katakana ケ, Hepburn-átírással: ke, magyaros átírással: ke japán kana. A hiragana írásjegy a 計 kandzsiból származik, a katakana a 介 kandzsiból. A godzsúonban (a kanák sorrendje, kb. „ábécérend”) a kilencedik helyen áll. A け Unicode kódja U+3051, a ケ kódja U+30B1. A dakutennel módosított alakok (hiragana げ, katakana ゲ) átírása ge, kiejtése a szó elején [ɡe], szó közepén [ŋe] vagy [ɣe] . Handakutennel (゜) módosított alakja a köznyelvben nem létezik, nyelvészek a nazális [ŋe] szótag leírására használhatják.
|            | Hepburn és magyaros | Hiragana (Unicode) | Katakana    |
| ---------- | ------------------- | ------------------ | ----------- |
| Alapalak   | ke                  | け (U+3051)        | ケ (U+30B1) |
| Dakutennel | ge                  | げ (U+3052)        | ゲ (U+30B2) |

## Vonássorrend
|  |  |
|  |  |